# Porticus van Vipsania
De Porticus van Vipsania (Latijn:Porticus Vipsania) was een antieke zuilengalerij in het Oude Rome.

## Geschiedenis
De porticus werd gebouwd in opdracht van Vipsania Polla, de zuster van de Romeinse generaal en politicus Marcus Vipsanius Agrippa. Het complex, bestaande uit een zuilengalerij en een binnentuin, stond aan de Via Lata op het Marsveld en hoorde bij de Campus Agrippae, een openbaar park dat door Marcus Agrippa was aangelegd. De porticus werd meerdere malen verbouwd. Er zijn restanten van de porticus uit het Flavische tijdperk gevonden en in de tweede eeuw werd de ruimte tussen de zuilen met bakstenen muren dichtgemaakt, zodat er ruimte kwam voor een aantal kamers. Ook opgegraven zijn delen van de travertijnen vloer, enkele pilaren en pilasters en groenmarmeren zuilen met kapitelen in de Korinthische orde.

## De wereldkaart van Agrippa
In de Porticus van Vipsania stond een beroemde marmeren wereldkaart van het Imperium Romanum tentoongesteld, die in opdracht van Agrippa was gemaakt. Hij maakte de voltooiing van de kaart niet meer mee door zijn onverwachte dood in 12 n. Chr.
Hoewel de kaart zelf niet bewaard is gebleven, kunnen we er ons een voorstelling van maken door de beschrijvingen ervan in de Naturalis Historia van Gaius Plinius Secundus maior en uit de Tabula Peutingeriana. Door de kaart 90 graden met de klok mee te draaien wordt deze voor de moderne lezer beter te begrijpen.
| Plan van het centrale Marsveld |
| --- |
| Thermen van Nero Stadion van Domitianus Pantheon Basilica van Neptunus Thermen van Agrippa Stagnum? Odeum van Domitianus Insulae uit de Hadriaanse tijd Magazijnen ? Magazijnen ? Magazijnen ? Saepta Iulia Diribitorium Porticus Divorum Aqua Virgo Boog van Claudius Porticus Vipsania Kazerne van de Ie cohorte van de Vigiles Iseum Tempel van Minerva Chalcidica Altaar van Mars Via Flaminia Via Flaminia Tempel van Hadrianus Tempel van Matidia Theater van Pompeius Tempels van de Largo Argentina Porticus van Minucius Zuil van Marcus Aurelius T. van M. Aurelius en Faustina (?) Boog van M. Aurelius (?) Zuil van Antoninus Pius Ustrinum van Faustina de Oudere Ustrinum van Faustina de Jongere Via Recta Porticus en tempel van Bonus Eventus Porticus van Pompeius Arcus Novus Porticus van Meleager Porticus van de Argonauten Piazza della Rotonda Villa Publica |